# Andrachne virgatenuis
Andrachne virgatenuis är en emblikaväxtart som beskrevs av Sergej Arsenjevitj Nevskij. Andrachne virgatenuis ingår i släktet Andrachne och familjen emblikaväxter. Inga underarter finns listade i Catalogue of Life.